# Jose Cojuangco sr.
Jose C. Cojuangco sr. (Malolos, 3 juli 1896 - 21 augustus 1976) was een grootgrondbezitter, suikermagnaat, bankier en politicus uit de Filipijnen.
Hij is de vader van voormalig president van de Filipijnen Corazon Aquino en afgevaardigde "Peping Cojuangco".

## Biografie
Cojuangco was de zoon van Melecio Cojuangco en Tecla Chichioco. Zijn grootvader Jose Cojuangco was in 1836 geëmigreerd vanuit de provincie Fujian in China en had in Paniqui in Tarlac een rijst- en suikerverwerkingsfabriek laten bouwen en was in de loop der tijd een invloedrijk man geworden.
Jose behaalde in 1915 een Bachelor-diploma aan de Ateno de Manila, waarna hij rechten studeerde aan de University of the Philippines en de Escuela de Derecio. Hij begon zijn loopbaan als advocaat van de familie en was daarnaast persoonlijk assistent van Juan Sumulong, in diens advocatenkantoor Sumulong, Lavides and Mabanag Law Office.
Twee jaar later in 1922 begon zijn politieke loopbaan toen Cojuangco werd gekozen als raadslid in Paniqui in Tarlac. Nog voor het einde van zijn eerste termijn trouwde hij op 24 oktober 1924 met Demetria Sumulong, de dochter van Juan Sumulong. Samen met haar zou hij acht kinderen krijgen, waarvan er twee op jonge leeftijd stierven. Vanaf datzelfde jaar had hij de leiding over de suikerverwerkingsfabriek van de Cojuangcos in Paniqui. Later leidde hij nog de Philippine Bank of Commerce, de door de Cojuangcos, samen met twee andere prominente families, opgerichte bank.
In 1933 stelde hij zich verkiesbaar voor het Filipijns Huis van Afgevaardigden names het eerste kiesdistrict van Tarlac. De drie daaropvolgende verkiezingen werd hij herkozen zodat hij de functie tot 1947 zou behouden, met uitzondering van de periode in de Tweede Wereldoorlog toe hij besloot niet deel te nemen aan het door de Japanners ingestelde parlement. Tijdens de oorlog steunde hij zijn landgenoten in Tarlac door het verstrekken van voedsel en logistieke ondersteuning aan de guerrilla's in de regio. Hiervoor kreeg hij van de Amerikaanse president Harry Truman de Medal of Freedom uitgereikt.
- International Standard Name Identifier: 0000 0000 3388 0471
- Library of Congress Control Number: n2001055245
- Virtual International Authority File: 55957720
- WorldCat: E39PBJf8rb6fMXkbfCf96FgkDq